# Alvinellidae
Alvinellidae är en familj av ringmaskar. Alvinellidae ingår i ordningen Terebellida, klassen havsborstmaskar, fylumet ringmaskar och riket djur. Enligt Catalogue of Life omfattar familjen Alvinellidae 11 arter. 
Kladogram enligt Catalogue of Life:
| Alvinellidae | \| \| Alvinella \| \| \| \| \| \| Paralvinella \| \| \| \| |
|              | \| \| Alvinella \| \| \| \| \| \| Paralvinella \| \| \| \| |
|              | Acrocirridae                                               |
|              |                                                            |
|              | Ampharetidae                                               |
|              |                                                            |
|              | Cirratulidae                                               |
|              |                                                            |
|              | Ctenodrilidae                                              |
|              |                                                            |
|              | Fauveliopsidae                                             |
|              |                                                            |
|              | Flabelligeridae                                            |
|              |                                                            |
|              | Pectinariidae                                              |
|              |                                                            |
|              | Poeobiidae                                                 |
|              |                                                            |
|              | Sternaspidae                                               |
|              |                                                            |
|              | Terebellidae                                               |
|              |                                                            |
|              | Trichobranchidae                                           |
|              |                                                            |
|              | Alvinella                                                  |
|              |                                                            |
|              | Paralvinella                                               |
|              |                                                            |

|  | Alvinella    |
|  |              |
|  | Paralvinella |
|  |              |

## Bildgalleri

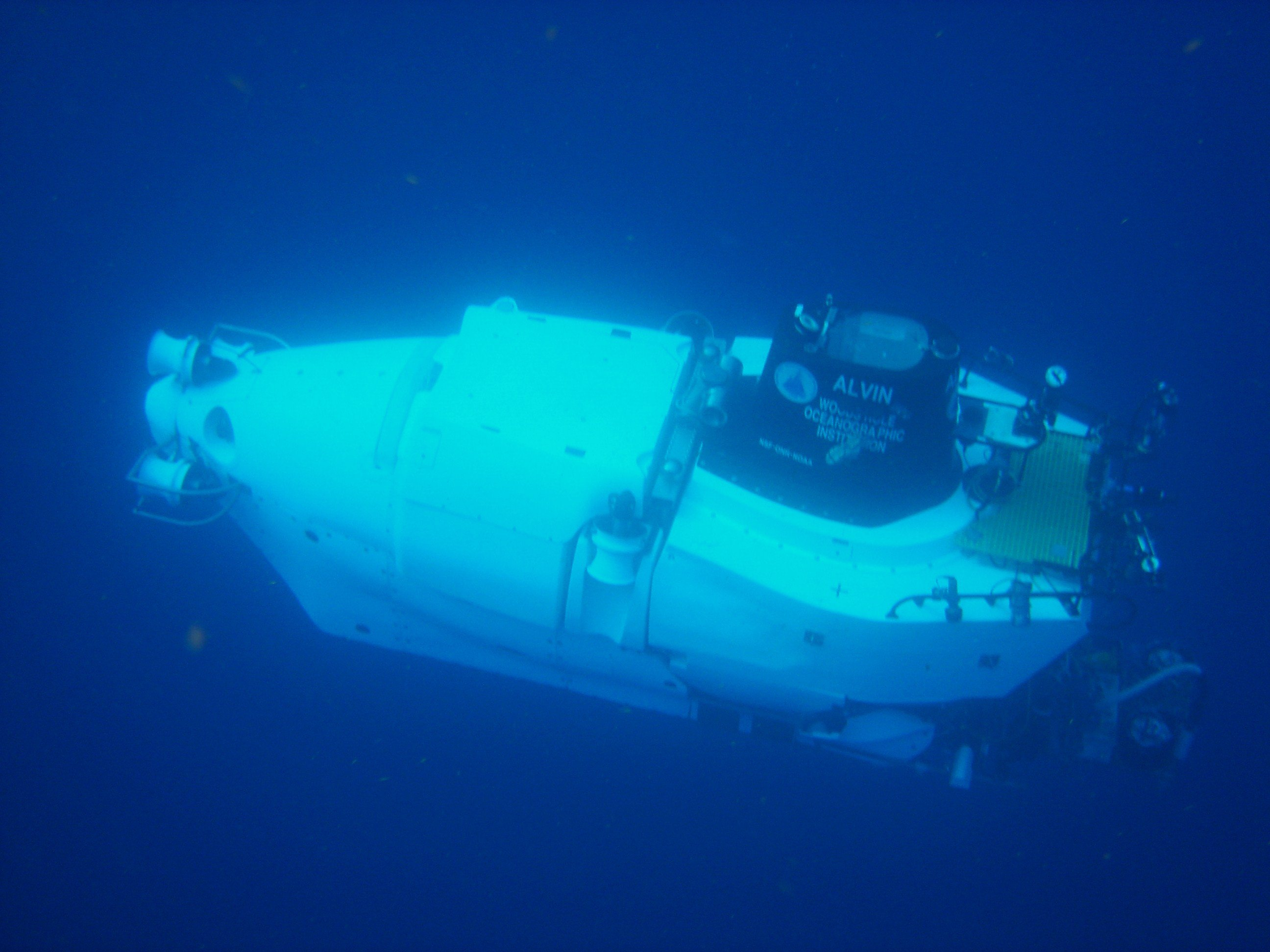